# Vittorio Algeri
Vittorio Algeri (Torre de' Roveri, 3 januari 1953) is een Italiaans voormalig professioneel wielrenner. Hij was zowel op de weg als op de baan actief. Algeri reed voor onder meer Supermercati Brianzoli-Chateau d'Ax. Na zijn professionele carrière werd hij ploegleider bij onder meer Team Milram en Domina Vacanze. Vanaf seizoen 2012 gaat hij aan de slag als ploegleider bij de nieuwe Australische wielerploeg Orica-GreenEdge. 
Algeri deed namens Italië mee aan de Olympische Spelen van 1976 (Montreal), aan de wegrit. Hij eindigde als 8e.
Vittorio Algeri is de jongere broer van oud-wielrenner Pietro Algeri, en daarmee tevens de oom van oud-wielrenner Matteo Algeri.

## Belangrijkste overwinningen
1973
- Milaan-Busseto

1974
- Milaan-Busseto

1976
- Italiaans kampioen op de weg, Amateurs
- Wielerweek van Bergamo

1977
- 5e etappe Ronde van België
- Gent-Wevelgem
- Jongerenklassement Ronde van Italië

1978
- 1e etappe Tirreno-Adriatico
- 19e etappe Ronde van Italië

1979
- GP Industria & Artigianato-Larciano
- 2e etappe Tirreno-Adriatico

1980
- Italiaans kampioen puntenkoers, Elite

1982
- 6e etappe Ronde van Zweden

1984
- Italiaans kampioenschap op de weg, Elite
- Coppa Bernocchi

## Resultaten in voornaamste wedstrijden
| Jaar | Ronde van Italië | Ronde van Frankrijk | Ronde van Spanje |
| ---- | ---------------- | ------------------- | ---------------- |
| 1977 | 14e              |                     |                  |
| 1978 | 49e (1)          |                     |                  |
| 1979 | 64e              |                     |                  |
| 1980 | 70e              |                     |                  |
| 1982 | 85e              |                     |                  |
| 1983 | opgave           |                     |                  |
| 1984 | 92e              |                     |                  |
| 1985 | opgave           |                     |                  |
| 1987 |                  | opgave              |                  |

| Jaar | Milaan-San Remo | Gent-Wevelgem | Parijs-Roubaix |
| ---- | --------------- | ------------- | -------------- |
| 1977 | 74e             | Zilver        | 28e            |
| 1978 | 25e             |               |                |
| 1979 |                 |               |                |
| 1980 |                 |               |                |
| 1982 | 11e             |               |                |
| 1983 |                 |               |                |
| 1984 |                 | 92e           |                |
| 1985 |                 |               |                |
| 1987 | 72e             |               |                |